# Kazachstania spencerorum
Kazachstania spencerorum är en svampart som först beskrevs av Vaughan-Mart., och fick sitt nu gällande namn av Kurtzman 2003. Kazachstania spencerorum ingår i släktet Kazachstania och familjen Saccharomycetaceae.   Inga underarter finns listade i Catalogue of Life.